# Saint-Clément-des-Levées
Saint-Clément-des-Levées település Franciaországban, Maine-et-Loire megyében. Lakosainak száma 1127 fő (2022. január 1.). Saint-Clément-des-Levées Longué-Jumelles és Gennes-Val-de-Loire községekkel határos.

## Népesség
A település népessége az elmúlt években az alábbi módon változott:
| Lakosok száma | 956  | 909  | 937  | 1113 | 1157 | 1130 | 1106 | 1086 | 1097 | 1127 |
|               | 1968 | 1982 | 1990 | 2006 | 2013 | 2015 | 2017 | 2019 | 2020 | 2022 |